# You Must Love Me
"You Must Love Me" là một bài hát của ca sĩ người Mỹ Madonna. Nó được sáng tác bởi Andrew Lloyd Webber và Tim Rice cho bộ phim chuyển thể năm 1997 từ vở nhạc kịch Evita, dựa trên cuộc đời của nhà lãnh đạo người Argentina Eva Perón. Bài hát được phát hành vào ngày 27 tháng 10 năm 1996, bởi Warner Bros. Records như là đĩa đơn đầu tiên trích từ album nhạc phim. Sau nhiều năm không làm việc với nhau do các dự án cá nhân, Webber và Rice quyết định cộng tác để tạo ra một ca khúc mới cho phim, với hy vọng giành một đề cử giải Oscar cho Ca khúc trong phim hay nhất. Theo Webber, nguồn cảm hứng chính của bài hát được lấy từ những trạng thái cảm xúc của Perón vào thời điểm đó cũng như mối quan hệ của cô với chồng Juan Perón.
Madonna, người đóng vai chính trong bộ phim, đã cố gắng thay đổi lời bài hát theo suy nghĩ của mình về vai diễn, nhưng không có kết quả. Cô cũng tiến hành học thanh nhạc để thu lại những bài hát cho bộ phim. "You Must Love Me" nhận được những phản ứng tích cực từ các nhà phê bình âm nhạc, trong đó họ đánh giá cao khả năng ca hát của Madonna. Bài hát giành chiến thắng Giải Quả cầu vàng và Giải Oscar cho ca khúc trong phim hay nhất vào năm 1997.
Bài hát đạt được những thành công thương mại tương đối, lọt vào top 10 ở Phần Lan, Italia và Vương quốc Anh và top 20 ở Hoa Kỳ. Video ca nhạc của "You Must Love Me" do Alan Parker làm đạo diễn, được phát hành để quảng bá đĩa đơn. Madonna đã trình diễn bài hát tại Giải Oscar lần thứ 69 và chuyến lưu diễn Sticky & Sweet Tour của mình (2008-09).

## Thông tin bài hát
"You Must Love Me" là ca khúc duy nhất trong bộ phim mà không có trong vở nhạc kịch gốc cùng tên. Bài hát quy tụ người viết lời Tim Rice và nhà soạn nhạc Tim Lloyd Webber sau 13 năm không cùng nhau sáng tác một ca khúc nào. "You Must Love Me" được sáng tác dành riêng cho bộ phim Evita và sau đó lần đầu tiên được đưa vào vở nhạc kịch Evita khi nó bắt đầu được trình diễn lại tại nhà hát Adelphi, Luân Đôn năm 2006.
Nội dung của ca khúc chủ yếu nói về việc Eva Péron khám phá ra rằng chồng bà, tổng thống Argentina Juan Péron thực sự yêu bà và không xem bà là một chỗ dựa chính trị.
"You Must Love Me" giành được cả giải Oscar và Quả cầu vàng ở hạng mục "Ca khúc gốc hay nhất trong phim". Madonna cũng tới lễ trao giải Oscar năm 1997 để trình diễn ca khúc.

## Video ca nhạc

Madonna trong video ca nhạc của "You Must Love Me"

Madonna quay video ca nhạc cho "You Must Love Me" ngày 31 tháng 8 năm 1996 tại Culver Studios ở Culver City, California trong khi cô đang mang bầu 7 tháng đứa con đầu lòng, Lourdres. Video được đạo diễn và sản xuất bởi Alan Parker, vốn cũng là đạo diễn của phim Evita. Video có các cảnh trong bộ phim và cảnh Madonna hát trong một căn phòng nhỏ. Cô đứng đằng sau một chiếc dương cầm nhằm che đi chiếc bụng bầu. Người nghệ sĩ dương cầm và cello cũng có mặt trong video.
- Đạo diễn: Alan Parker
- Sản xuất: Alan Parker
- Đạo diễn hình: Darius Khondji
- Biên tập: Gerry Hambling
- Công ty sản xuất: First Avenue Films Inc.

## Danh sách các phiên bản chính thức
- Phiên bản album (2:50)
- Phiên bản đĩa đơn (3:09)
- Phiên bản giao hưởng (4:27)
- Phiên bản radio (2:22)

## Danh sách bài hát
| - Đĩa đơn cassette / CD / và 7" tại Mỹ 1. "You Must Love Me" (bản đĩa đơn) – 3:09 2. "Rainbow High" – 2:27 | - Đĩa CD tại Vương quốc Anh 1. "You Must Love Me" (bản đĩa đơn) – 3:09 2. "Rainbow High" – 2:27 3. "You Must Love Me/I'd Be Surprisingly Good For You" (bản giao hưởng) – 4:27 |

## Xếp hạng và chứng nhận
| Bảng xếp hạng (1996)                  | Vị trí cao nhất |
| ------------------------------------- | --------------- |
| Úc (ARIA)                             | 11              |
| Bỉ (Ultratop 50 Flanders)             | 50              |
| Canada Top Singles (RPM)              | 11              |
| Canada Adult Contemporary (RPM)       | 2               |
| Phần Lan (Suomen virallinen lista)    | 4               |
| Pháp (SNEP)                           | 41              |
| Đức (GfK)                             | 78              |
| Ireland (IRMA)                        | 21              |
| Italy (FIMI)                          | 4               |
| Thụy Điển (Sverigetopplistan)         | 49              |
| Thụy Sĩ (Schweizer Hitparade)         | 43              |
| Anh Quốc (OCC)                        | 10              |
| Hoa Kỳ Billboard Hot 100              | 18              |
| Hoa Kỳ Adult Contemporary (Billboard) | 15              |
| Hoa Kỳ Adult Pop Airplay (Billboard)  | 23              |
| Hoa Kỳ Pop Airplay (Billboard)        | 23              |

| Bảng xếp hạng (1997) | Vị trí |
| -------------------- | ------ |
| Italy (FIMI)         | 39     |
| US Billboard Hot 100 | 99     |

| Quốc gia                                                                           | Chứng nhận | Số đơn vị/doanh số chứng nhận |
| ---------------------------------------------------------------------------------- | ---------- | ----------------------------- |
| Hoa Kỳ (RIAA)                                                                      | Vàng       | 500.000^                      |
| * Chứng nhận dựa theo doanh số tiêu thụ. ^ Chứng nhận dựa theo doanh số nhập hàng. |            |                               |